# Сан-Фиделис
Сан-Фиделис (порт. São Fidélis) — муниципалитет в Бразилии, входит в штат Рио-де-Жанейро. Составная часть мезорегиона Север штата Рио-де-Жанейро. Входит в экономико-статистический  микрорегион Кампус-дус-Гойтаказис. Население составляет 37 477 человек на 2007 год. Занимает площадь 1 028,095 км². Плотность населения — 36,5 чел./км².
Праздник города — 3 декабря. 

## История
Город основан в 1870 году.

## Статистика
- Валовой внутренний продукт на 2005 год составляет 315 129 тысяч реалов (данные: Бразильский институт географии и статистики).
- Валовой внутренний продукт на душу населения на 2005 год составляет 8255,00 реалов (данные: Бразильский институт географии и статистики).
- Индекс развития человеческого потенциала на 2000 год составляет 0,741 (данные: Программа развития ООН).